# Dia Internacional del Peix Viatger

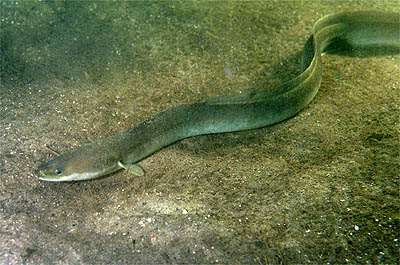
Anguila (Anguilla anguilla)

El Dia Internacional del Peix Viatger és una iniciativa mundial impulsada per diverses entitats conservacionistes per conscienciar de la importància dels rius i els peixos migratoris i de les seves necessitats. L'any 2014, se celebra per primera vegada el 24 de maig. En el marc d'aquest dia internacional s'organitzen esdeveniments de forma simultània en diversos llocs del planeta per promoure el coneixement i la implicació en la conservació dels rius i els sistemes aquàtics en general, les espècies amenaçades de peixos que hi viuen i les possibles solucions perquè puguin fer les seves migracions des del mar fins a les capçaleres dels rius i a l'inrevés.